# طريق الحج العماني
طريق الحج العماني هو الطريق الذي يسلكه حجاج عُمان إلى المشاعر المقدسة في مكة.

## الوصف
لطريق الحج العماني مساران: فأحدهما يتجه من عمان إلى يبرين، ثم إلى البحرين، ومنها إلى اليمامة، ثم إلى ضرية. وتشير المصادر الجغرافية إلى أن ضريه كانت ملتقى حجاج البصرة والبحرين، حيث يفترقون بعدها إذا انصرفوا من الحج، فيتجه حجاج البصرة شمالاً وحجاج البحرين باتجاه اليمين، وكما كان بإمكان القوافل القادمة من عمان اجتياز منطقة الأحساء لتلتقي بطريق اليمامة مكة المكرمة.
هناك طريق آخر لحجاج عمان يتجه إلى فرق، ثم عوكلان، ثم إلى ساحل هباه، وبعدها إلى شحر، ثم تتابع القوافل سيرها على أحد الطرق اليمنية الرئيسة المؤدية إلى مكة، حيث يمكنهم أن يسلكوا أحد الطريقين طريق الحج الساحلي الموازي للبحر الأحمر، الذي يمر بمخلاف عك والحردة ومخلاف حكم، وعثر ومرسى ضنكان، والسرين حتى الشعيبة، ثم جدة فمكة المكرمة. أو من خلال الطريق الداخلي من اليمن إلى مكة مرورًا بعدد من المنازل بعضها لازال معروفًا حتى اليوم مثل رنية وتربة.